# 1268年至1271年教宗選舉
1268年至1271年教宗選舉是天主教會史上舉行時間最長的教宗選舉。教宗克勉四世離世後，樞機團在1268年11月29日至1271年9月1日期間舉行這次選舉來選出新教宗。這次選舉之所以成為舉行時間最長的教宗選舉主要是因為各樞機之間出現政治暗鬥。提歐巴·維斯康蒂最後當選成為額我略十世，而他是史上首次採用「折衷」方法而被選出的新教宗。參與選舉的樞機中有10人同意讓樞機團裡其中6人組成選舉委員會，而新教宗則由該6人負責選出。維泰博當局後來將各樞機關在維泰博教宗宮、只向他們提供麵包和水及將教宗宮的屋頂移除，然而樞機團在此之後的一年多期間仍持續進行選舉。
由20人組成的樞機團在這場長時間舉行的選舉前後共有3人去世，而3人裡的其中一人還辭去樞機一職。額我略十世1274年7月4日（或同月16日）在第二次里昂大公會議進行期間頒布宗座憲令《危險之處》，當中指明教宗選舉必須以選舉秘密會議形式進行。憲令亦就當年維泰博當局對各樞機施加的手段而制訂選舉秘密會議的規則。這次選舉有時會被視作首次教宗選舉秘密會議。

## 樞機選舉人
分別來自法蘭西安茹王朝和意大利的樞機令選舉進程變慢。教宗烏爾巴諾四世冊封了大部分法蘭西的樞機，而其他非法蘭西的樞機（大部分均為意大利人）剛好只能阻止一名法蘭西樞機當選教宗。原領拿坡里和西西里王國為封地的查理一世被克勉四世加冕為拿坡里和西西里王國國王。這鞏固了法蘭西君主政體在意大利半島的影響力，而教宗至高無上論亦可以藉此推展到其他地區。不過樞機團裡反對或支持法蘭西君主增加影響力的樞機之間亦會因為查理一世成為拿坡里和西西里王國國王而出現強烈分歧。克勉四世離世前一個月，霍亨斯陶芬王朝最後一位統治者康拉丁在拿坡里被斬首。

### 出席的樞機選舉人
克勉四世離世時樞機團共有20位樞機。樞機團內只有洛夫·德·格羅帕爾米樞機缺席整場選舉，而他亦於宗座出缺期間離世。故此樞機團1269年時只有19位選舉人，這19人中最後亦有3人在選舉期間或選舉後約兩個月去世。
| 姓名                                                           | 所屬國家/地區                                                  | 級別                                                           | 於羅馬的領銜職務                                               | 冊封樞機日期                                                   | 冊封者                                                         | 備註                                                                                |
| 註：「†」和「#」分別代表該名樞機在選舉期間和選舉後約兩個月離世 | 註：「†」和「#」分別代表該名樞機在選舉期間和選舉後約兩個月離世 | 註：「†」和「#」分別代表該名樞機在選舉期間和選舉後約兩個月離世 | 註：「†」和「#」分別代表該名樞機在選舉期間和選舉後約兩個月離世 | 註：「†」和「#」分別代表該名樞機在選舉期間和選舉後約兩個月離世 | 註：「†」和「#」分別代表該名樞機在選舉期間和選舉後約兩個月離世 | 註：「†」和「#」分別代表該名樞機在選舉期間和選舉後約兩個月離世                      |
| -------------------------------------------------------------- | -------------------------------------------------------------- | -------------------------------------------------------------- | -------------------------------------------------------------- | -------------------------------------------------------------- | -------------------------------------------------------------- | ----------------------------------------------------------------------------------- |
| 夏托魯的奧多                                                   | 法蘭西                                                         | 主教級樞機                                                     | 弗拉斯卡蒂羅馬城郊教區主教                                     | 1244年5月28日                                                  | 諾森四世                                                       | 樞機團團長、總務樞機                                                                |
| 托萊多的若望                                                   | 英格蘭                                                         | 主教級樞機                                                     | 波多-聖魯菲納羅馬城郊教區主教                                  | 1244年5月28日                                                  | 諾森四世                                                       | 熙篤會會士                                                                          |
| 斯德望一世·班查 †                                              | 匈牙利                                                         | 主教級樞機                                                     | 帕萊斯特里納羅馬城郊教區主教                                   | 1251年12月                                                     | 諾森四世                                                       | 1270年7月9日離世、天主教歷史上首位來自匈牙利的樞機                                  |
| 塞古肖的亨利 #                                                 | 皮埃蒙特                                                       | 主教級樞機                                                     | 奧斯蒂亞及韋萊特里 羅馬城郊教區主教                            | 1262年5月22日                                                  | 烏爾巴諾四世                                                   | 1270年6月8日退出選舉、後來重新到場繼續參加選舉、1271年10月25日（或同年11月6日）逝世 |
| 西滿·帕爾坦尼埃里                                              | 帕多瓦                                                         | 司鐸級樞機                                                     | 山上聖思維及瑪爾定堂區司鐸                                     | 1261年12月17日                                                 | 烏爾巴諾四世                                                   | 選舉委員會成員、首席司鐸                                                            |
| 西滿·蒙皮蒂耶·德·布里                                          | 法蘭西                                                         | 司鐸級樞機                                                     | 聖則濟利亞聖殿堂區司鐸                                         | 1261年12月17日                                                 | 烏爾巴諾四世                                                   | 未來的教宗馬丁四世                                                                  |
| 昂謝羅·龐塔萊翁                                                | 法蘭西                                                         | 司鐸級樞機                                                     | 聖巴西德聖殿堂區司鐸                                           | 1262年5月22日                                                  | 烏爾巴諾四世                                                   | 烏爾巴諾四世的姪子樞機                                                              |
| 威廉·德·布呂                                                   | 法蘭西                                                         | 司鐸級樞機                                                     | 聖馬爾谷聖殿堂區司鐸                                           | 1262年5月22日                                                  | 烏爾巴諾四世                                                   |                                                                                     |
| 吉·德·勃艮第                                                   | 勃艮第公國或 卡斯蒂利亞                                        | 司鐸級樞機                                                     | 盧奇娜的聖老楞佐聖殿堂區司鐸                                   | 1262年5月22日                                                  | 烏爾巴諾四世                                                   | 選舉委員會成員、 熙篤會會士                                                         |
| 漢尼拔·安尼巴爾迪                                              | 羅馬                                                           | 司鐸級樞機                                                     | 十二宗徒聖殿堂區司鐸                                           | 1262年5月22日                                                  | 烏爾巴諾四世                                                   | 道明會會士、曾與法蘭西國王腓力三世和拿坡里國王查理一世進行談判                      |
| 利則·安尼巴爾迪                                                | 羅馬                                                           | 執事級樞機                                                     | 魚市場的聖安傑洛執事區執事                                     | 1238年                                                         | 額我略九世                                                     | 選舉委員會成員、首席助祭、亞歷山大四世的親戚                                        |
| 屋大維·烏巴丁尼                                                | 佛羅倫斯                                                       | 執事級樞機                                                     | 拉塔路聖母執事區執事                                           | 1244年5月28日                                                  | 諾森四世                                                       | 選舉委員會成員                                                                      |
| 若望·加埃塔諾·奧爾西尼                                         | 羅馬                                                           | 執事級樞機                                                     | 聖尼各老監獄執事區執事                                         | 1244年5月28日                                                  | 諾森四世                                                       | 選舉委員會成員、 未來的教宗尼各老三世                                               |
| 奧托博諾·菲耶斯基·德·孔蒂· 迪·拉瓦尼亞                         | 熱那亞                                                         | 執事級樞機                                                     | 聖哈德良執事區執事                                             | 1251年12月                                                     | 諾森四世                                                       | 諾森四世的姪子樞機、 未來的教宗亞德五世                                             |
| 胡伯·科科納蒂                                                  | 皮埃蒙特                                                       | 執事級樞機                                                     | 聖歐大邱執事區執事                                             | 1261年12月17日                                                 | 烏爾巴諾四世                                                   |                                                                                     |
| 雅各伯·薩維利                                                  | 羅馬                                                           | 執事級樞機                                                     | 希臘聖母執事區執事                                             | 1261年12月17日                                                 | 烏爾巴諾四世                                                   | 選舉委員會成員、 未來的教宗何諾四世                                                 |
| 高弗烈·達·阿拉特里                                             | 阿拉特里                                                       | 執事級樞機                                                     | 維拉布洛聖喬治執事區執事                                       | 1261年12月17日                                                 | 烏爾巴諾四世                                                   |                                                                                     |
| 約旦·德·孔蒂·皮龍蒂· 迪·特拉西那 †                             | 泰拉奇纳                                                       | 執事級樞機                                                     | 聖葛斯默和達彌盎執事區執事                                     | 1262年5月22日                                                  | 烏爾巴諾四世                                                   | 1269年10月離世、 前羅馬天主教會副秘書長                                             |
| 瑪竇·羅索·奧爾西尼                                             | 羅馬                                                           | 執事級樞機                                                     | 屋大薇門廊聖母執事區執事                                       | 1262年5月22日                                                  | 烏爾巴諾四世                                                   | 教宗尼各老三世的姪子                                                                |

### 缺席的樞機選舉人
| 姓名                 | 所屬國家/地區 | 級別       | 於羅馬的領銜職務         | 冊封樞機日期   | 冊封者       | 備註                                                                                        |
| -------------------- | ------------- | ---------- | ------------------------ | -------------- | ------------ | ------------------------------------------------------------------------------------------- |
| 洛夫·德·格羅帕爾米 † | 法蘭西        | 主教級樞機 | 阿爾巴諾羅馬城郊教區主教 | 1261年12月17日 | 烏爾巴諾四世 | 格羅帕爾米跟隨法蘭西國王路易九世和路易九世的十字軍東征突尼西亞，但他1270年8月11日於該地離世 |

## 樞機團內部的各個派系
| 樞機選舉人所屬國家/地區                                          | 樞機選舉人數目 |
| ---------------------------------------------------------------- | -------------- |
| 羅馬                                                             | 5              |
| 法蘭西 †                                                         | 5              |
| 皮埃蒙特                                                         | 2              |
| 英格蘭                                                           | 1              |
| 佛羅倫斯                                                         | 1              |
| 熱那亞                                                           | 1              |
| 匈牙利 †                                                         | 1              |
| 阿拉特里                                                         | 1              |
| 帕多瓦                                                           | 1              |
| 泰拉奇纳 †                                                       | 1              |
| 勃艮第或卡斯蒂利亞                                               | 1              |
| 「†」代表這個國家/地區裡有一名樞機在最後一輪投票進行前已經去世。 |                |

根據《皮亞琴察年鑒》（Annales Piacentines）當年的記述，樞機團內部分為查理一世派和帝國派。不過，上述兩個黨派如果要完全重建勢力來抗衡對方實際上是十分困難。年鑒裡有關各黨派人數的記述很大可能是不正確的。記述裡提到查理一世派的樞機共有6位（另一處提及有7位），當中包括若望·加埃塔諾·奧爾西尼、奧托博諾·菲耶斯基·德·孔蒂·迪·拉瓦尼亞等；年鑒同時亦指出帝國派有11位（或10位）樞機，這些樞機包括利則·安尼巴爾迪、屋大維·烏巴丁尼和胡伯·科科納蒂等人。奧托博諾·菲耶斯基·德·孔蒂·迪·拉瓦尼亞、威廉·德·布呂、昂謝羅·龐塔萊翁、西滿·蒙皮蒂耶·德·布里和夏托魯的奧多共5位樞機無可否認是屬於安茹派。如果若望·加埃塔諾·奧爾西尼是查理一世派的領袖，那麼身為親戚的瑪竇·羅索·奧爾西尼和雅各伯·薩維利亦應該加入該派。除此之外，塞古肖的亨利亦有可能是該黨派的一份子。故此，查理一世派應有9名樞機。相比之下，帝國派連同在宗座出缺期間逝世的兩名樞機亦不會有超過10名樞機。
嚴格來說，樞機團內部只有查理一世派和帝國派兩個黨派。然而，團內實際上共有4個黨派。除了上述的兩個黨派外，剩餘的兩個均代表羅馬貴族。以下是4個黨派的資料：
| 黨派                 | 資料 |
| -------------------- | --- |
| 安茹派（查理一世派） | 奧托博諾·拉瓦尼亞、威廉·德·布呂、昂謝羅·龐塔萊翁、西滿·蒙皮蒂耶·德·布里皆屬於這個陣營。 儘管夏托魯的奧多和塞古肖的亨利態度溫和，但是他們有可能已成為「安茹派」的一員。                            |
| 吉伯林派（帝國派）   | 托萊多的若望、西滿·帕爾坦尼埃里、屋大維·德利·烏巴丁尼和胡伯·科科納蒂均是這個陣營的成員。 吉·德·勃艮第和兩位在宗座出缺期間離世的樞機（約旦·皮龍蒂和斯德望一世·班查）亦有可能是「帝國派」的一份子。 |
| 奧爾西尼派           | 由若望·加埃塔諾·奧爾西尼樞機建構的陣營，瑪竇·羅索·奧爾西尼和雅各伯·薩維利兩人亦有參與其中 |
| 安尼巴爾迪派         | 由利則·安尼巴爾迪樞機建構的陣營，做為親戚的漢尼拔·安尼巴爾迪和高弗烈·達·阿拉特里兩位樞機亦有參與其中                                                                                              |

雖然樞機團共有4個陣營，但它們事實上組成兩個派系。安尼巴爾迪派和奧爾西尼派分別成為查理一世派和帝國派的一部分。

## 選舉過程

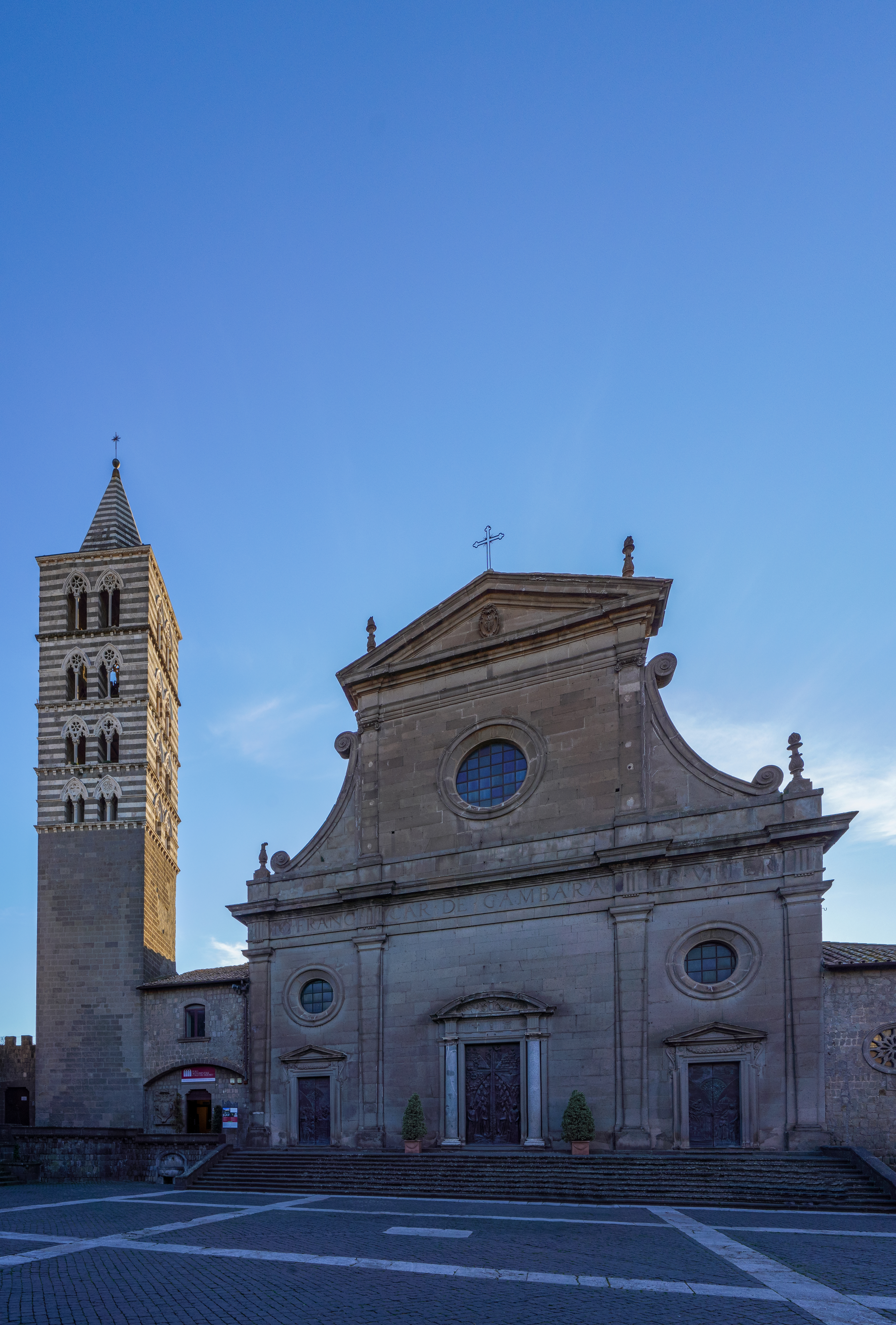
維泰博聖老楞佐主教座堂，這次選舉開始的地方

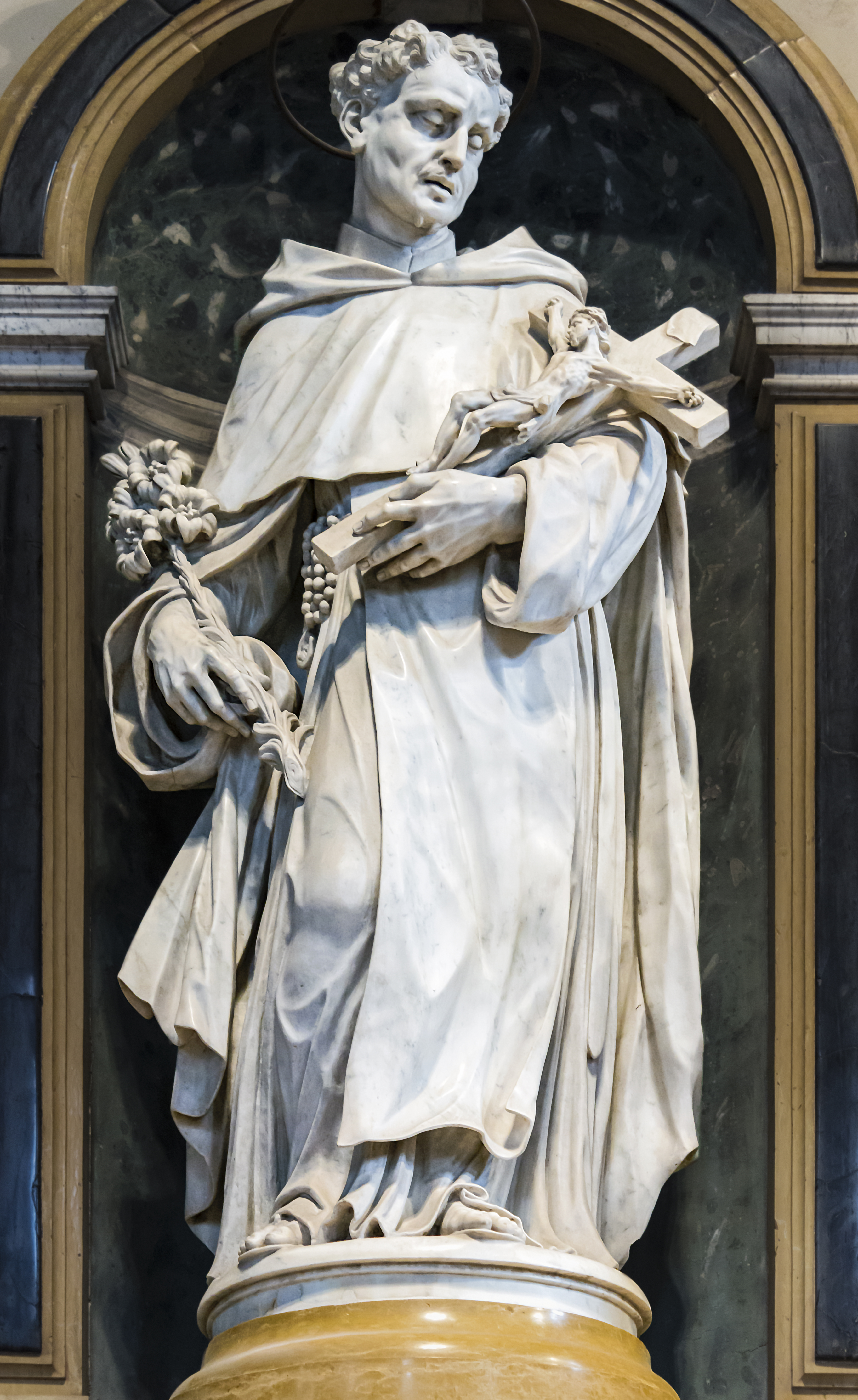
樞機在選舉後兩個月幾乎選出斐理伯·本尼茲為新教宗，但這個說法存有爭議。

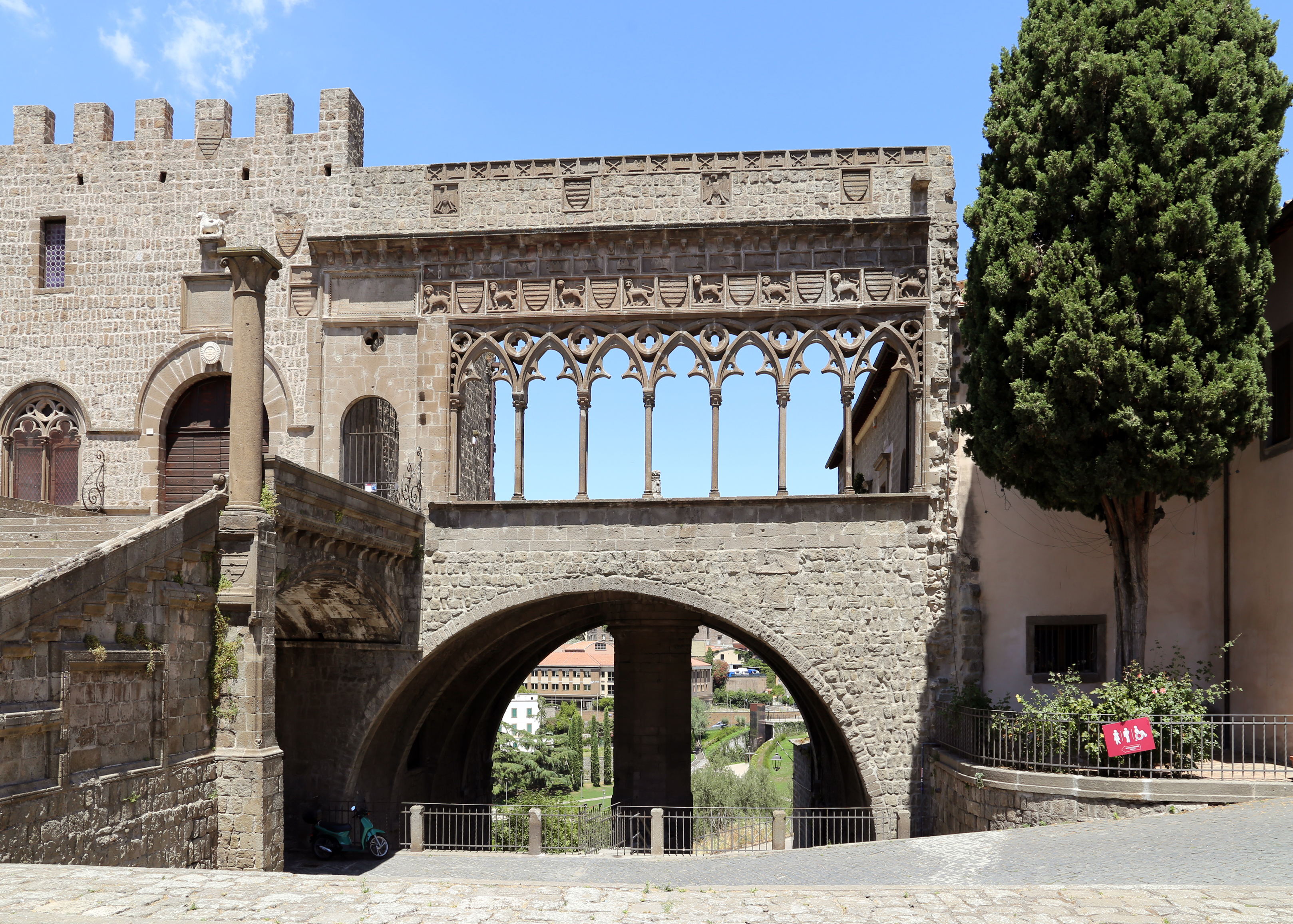
為了嘗試加快選舉進程，維泰博教宗宮的屋頂被移除。

選舉開始的時候，各樞機每天會在維泰博聖老楞佐主教座堂召開一次會議及投票。當他們完成該天會議和投票後，他們會各自回到自己的住處。如果教宗在羅馬以外的地方去世，選舉按傳統規定應在教宗離世的城市舉行。在接近3年的選舉期裡，關於樞機團心目中各人選的可靠資訊很少。然而夏托魯的奧多、托萊多的若望、若望·加埃塔諾·奧爾西尼、屋大維·烏巴丁尼、利則·安尼巴爾迪和奧托博諾·菲耶斯基·德·孔蒂·迪·拉瓦尼亞6位樞機為「潛在教宗」的說法並無爭議。根據後來一些不獲現代資料來源支持的記載，各樞機在選舉開始後兩個月幾乎選出前來維泰博訓誡各樞機的聖母忠僕會總會長斐理伯·本尼茲·達·米亞尼為新教宗。不過，米亞尼得知這個消息後出走從而防止自己當選。聖文德據稱也被樞機團視作其中一位能夠成為教宗的人。現代學者對兩位聖人幾乎成為教宗的記載表示懷疑，並認為這些事蹟是為了完成兩人的聖徒傳記而創作出來的。查理一世在整場選舉期間大部分時間都於維泰博逗留，而法蘭西國王腓力三世則在1271年3月到訪該地。
1269年年底，各樞機當時已經用了數個月的時間來斷斷續續地討論新教宗的人選。然而他們仍沒有選出新教宗。維泰博鎮長拉涅利·加蒂（Ranieri Gatti）和阿爾伯特·德·蒙特博諾（Albertus de Montebono）市長下令將樞機帶到維泰博教宗宮並將他們隔離至選出新教宗為止。1270年6月8日，各樞機向上述兩位官員遞交一封建議信。樞機在信裡指出領奧斯蒂亞及韋萊特里羅馬城郊教區主教銜的塞古肖的亨利樞機身體欠佳和已放棄投票權，並詢問他是否可以離開教宗宮。有些資料表示當各樞機威脅會對整個維泰博下達禁行聖事令後，有人在教宗宮安裝了一個臨時搭建的屋頂。
根據多諾弗里奧·潘溫尼奧的記述，托萊多的若望樞機建議將屋頂移除，而上述兩位官員亦願意遵從若望的意思。其他資料則表示查理一世是決定將各樞機的食物轉為麵包和水及將教宗宮屋頂移除的人。

### 選舉委員會及選出新教宗
在腓力三世和其他統治者的壓力下，各樞機同意放棄自身的投票權並授權一個6人委員會代表他們選出新教宗。委員會裡有2人屬於奧爾西尼派（若望·加埃塔諾·奧爾西尼和雅各伯·薩維利）、隸屬吉伯林派的3位樞機（西滿·帕爾坦尼埃里、屋大維·烏巴丁尼和吉·德·勃艮第）及利則·安尼巴爾迪。安茹派的樞機則似乎被完全邊緣化。
選舉委員會選出非樞機和於皮亞琴察出身的意大利人提歐巴·維斯康蒂為新教宗。維斯康蒂當時正以愛德華（英格蘭國王亨利三世長子）隨行人員的身分和愛德華身處阿卡。當維斯康蒂得知自己獲選為新教宗的消息後，他在1271年11月19日離開阿卡。維斯康蒂1272年1月11日在查理一世陪同下由布林迪西出發，展開回到維泰博前的最後一段旅程。1272年2月12日，他到達維泰博並在此地選擇「額我略十世」為教宗名號。他於同年3月13日回到羅馬並在14天後接受加冕禮。

## 後續

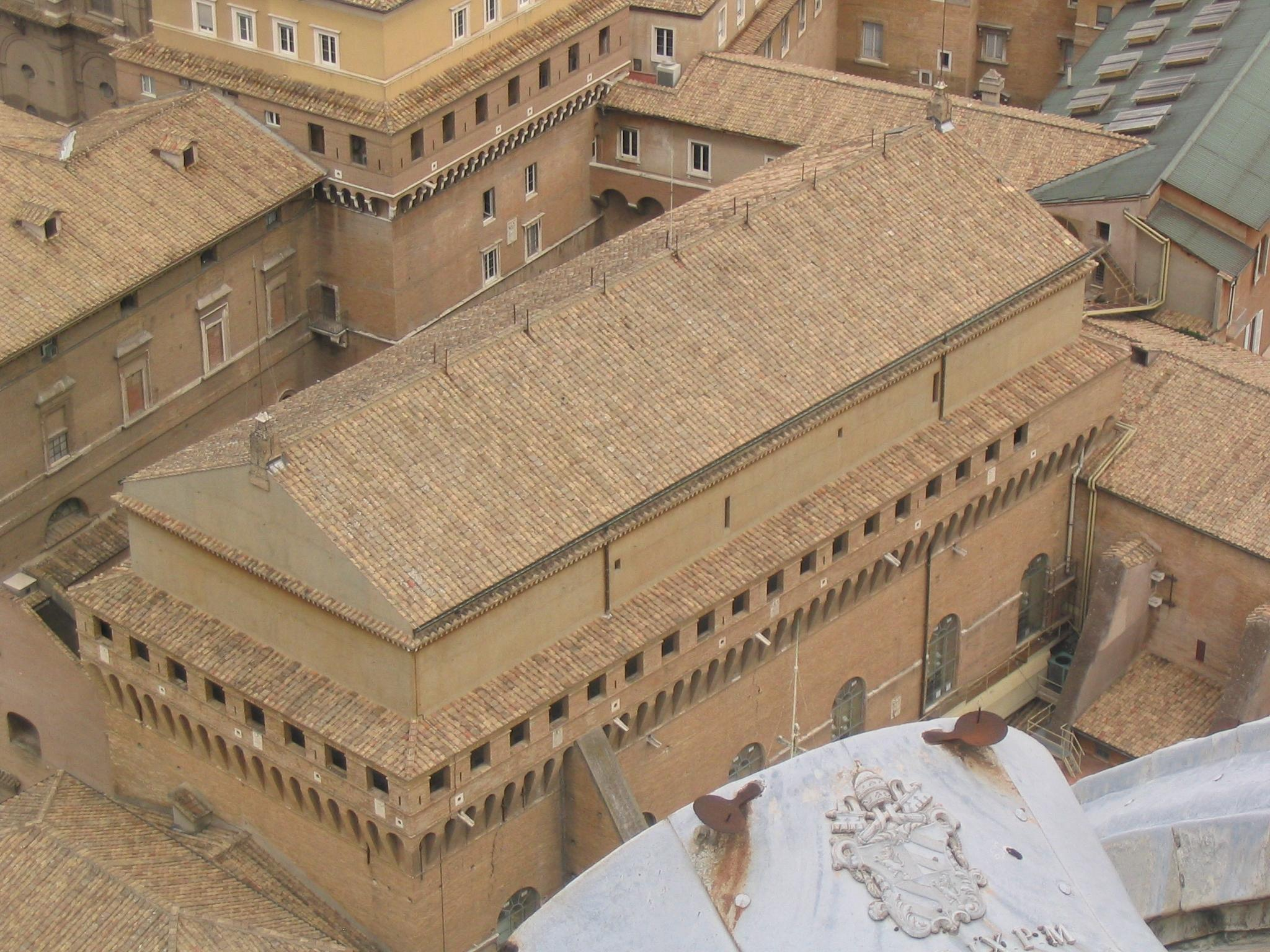
維泰博當局防止樞機拖延選舉進程的特別手法啟發了人們後來設立的教宗選舉秘密會議規程。圖為西斯汀禮拜堂。

教宗額我略十世1274年7月7日（或同月16日）在第二次里昂大公會議進行期間頒布的宗座憲令《危險之處》建構了《天主教法典》裡有關教宗選舉秘密會議的法律基礎。早於法國歷史學家喬治·戈約的年代，社會上已經出現一些有關選舉秘密會議的報告。然而這些報告裡並沒有提及拿坡里國王查理一世或他的姪子法蘭西國王腓力三世的政治陰謀，因為這些報告認為令各樞機盡快選出新教宗的行動是由「維泰博的市民」策劃。
《危險之處》的設立原意是要同時加快未來的選舉進程和減少外間對選舉的干預。憲令列出的規矩可以讓樞機在整場選舉秘密會議裡不與外界接觸，當中包括將他們的食物透過一個小洞送進去、在選舉舉行3天後將他們的食物配給減至每天1餐及在選舉開始8天後只給予他們麵包和水（附帶一點酒）。各樞機在選舉秘密會議期間亦不會收到宗座財務院發出的款項。
《危險之處》的嚴格規則在為期一天的1276年1月和為期9天的1276年7月選舉秘密會議裡執行，這兩場選舉秘密會議最後分別選出諾森五世和亞德五世為新教宗。不過新當選的亞德五世在樞機團敦促下宣布暫停執行該宗座憲令，意味他有意修訂選舉規程。然而，他因在同年8月18日離世而沒有頒布選舉規程的修正版本。
亦因如此，1276年8月至9月所舉行的選舉（當時選出若望二十一世為新教宗）並沒有遵從《危險之處》的規定。若望二十一世即位後隨即發布教宗詔書《容許歡快緬懷》（Licet felicis recordationis），正式將《危險之處》撤銷。及後在1277年（選出尼各老三世）、1280年至1281年（選出馬丁四世）、1285年（選出何諾四世）、1287年至1288年（選出尼各老四世）和1292年至1294年（選出雷定五世）的5次選舉均不是選舉秘密會議，而5次選舉往往進行了很長時間。樞機團在1292年至1294年的選舉裡用了2年3個月來選出雷定五世為新教宗，雷定五世上任後以3道法令將選舉秘密會議重新引入。雷定五世的繼任人博義八世則以增加「法律規範」的形式而將選舉秘密會議恢復舉行。

## 腳註及參考文獻

### 腳註
1. 1 2 3 4 5 6 7 8 9  Adams, John Paul. . California State University, Northridge.   [2018-03-18]. （原始内容存档于2018-03-17） （英语）.
2. 1 2  Wright, David. . ABC News. 2005-04-18  [2018-03-20]. （原始内容存档于2018-03-20） （英语）.
3. ↑  McWhirter, Norris. . Bantam Books. 1983: 464 （英语）.
4. ↑  Trollope, 1876, p. 54.
5. 1 2  Levillain, Philippe. . Routledge. : 392. ISBN 0-415-92228-3 （英语）.
6. 1 2 3 4 5 6  Bower, Archibald. . 1766: 283-284 （英语）.
7. 1 2 3 4 5 6 7 8 9 10 11 12 13 14  Miranda, Salvador. .   [2018-03-22]. （原始内容存档于2018-03-22） （英语）.
8. 1 2 3 4 5  Baumgartner, Frederic J. . Palgrave Macmillan. 2003: 41. ISBN 0-312-29463-8 （英语）.
9. ↑  Trollope, 1876, p. 59.
10. ↑  Trollope, 1876, pp. 59-60.
11. 1 2  Eubel, 1913, p. 8.
12. ↑  Sternfeld, 1905.
13. ↑  Sternfeld, 1905, p. 200.
14. ↑  . The Vatican.   [2018-03-21]. （原始内容存档于2018-03-20） （英语）.
15. 1 2 3  Sternfeld, 1905, p. 156.
16. ↑  Sternfeld, 1905, pp. 156-171.
17. 1 2  . The Vatican.   [2018-08-02]. （原始内容存档于2018-08-02） （英语）.
18. ↑  Eubel, 1913, pp. 7-8
19. 1 2 3 4 5  Miranda, Salvador. . Florida International University.   [2018-03-18]. （原始内容存档于2018-03-17） （英语）.
20. 1 2 3 4  Miranda, Salvador. . Florida International University.   [2018-03-18]. （原始内容存档于2018-01-29） （英语）.
21. ↑  Bagliani, 1972, p. 352.
22. ↑  Bagliani, 1972, p. 349.
23. 1 2  Piazzoni, 2003, p. 194.
24. ↑  Eubel, 1913, p. 7.
25. ↑  Levillain, 2002, p. 451.
26. 1 2 3 4 5 6 7 8 9 10 11  Miranda, Salvador. . Florida International University.   [2018-03-22]. （原始内容存档于2018-03-22） （英语）.
27. 1 2 3 4 5 6 7 8 9 10  Miranda, Salvador. . Florida International Univeristy.   [2018-03-17]. （原始内容存档于2018-03-22） （英语）.
28. ↑  Schwertner, T. . The Catholic Encyclopedia. New York: Robert Appleton Company. 1907  [2018-03-19]. （原始内容存档于2018-03-19） –New Advent （英语）.
29. ↑  Bagliani, 1972, p. 128.
30. 1 2  Miranda, Salvador. . Florida International University.   [2018-03-22]. （原始内容存档于2018-03-22） （英语）.
31. ↑  Sternfeld, 1905, pp. 156 ff. & 317-321.
32. ↑  Sternfeld, 1905, p. 317.
33. ↑  Sternfeld, 1905, pp. 317-318.
34. ↑  Sternfeld, 1905, p. 318.
35. ↑  Sternfeld, 1905, pp. 156-181 & 317-321.
36. ↑  Sternfeld, 1905, pp. 164, 169 & 170.
37. ↑  Sternfeld, 1905, pp. 157-160 & 170-171.
38. ↑  The Quarterly Review, 1896, pp. 511-512.
39. 1 2  Bellitto, Christopher M. . Paulist Press. 2002: 61. ISBN 0-8091-4019-5 （英语）.
40. ↑  Trollope, 1876, p. 61.
41. ↑  Bidwell, Walter Hilliard; Agnew, John Holmes.  1876. : 476 （英语）.
42. 1 2 3  Sladen, Douglas Brooke Wheelton; Bourne, Francis. . Hurst and Blackett Limited. 1907: 48-50 （英语）.
43. ↑  Sternfeld, 1905, pp. 180-181.